# Biosensor
Een biosensor is een apparaat voor het opsporen van moleculen dat een biologische component als gevoelig element combineert met een fysicochemische uitlezing. 
Een biosensor bestaat uit drie delen:
- een gevoelig biologisch element (biologisch materiaal (als weefsel, micro-organismen, organellen, celreceptoren, enzymen, antilichamen, DNA, ...), biologisch-afgeleid materiaal of biomimetisch)
- een doorgeefluik (transducer)
- een fysicochemische detector (gebaseerd op een natuurkundig en/of scheikundig fenomeen; optisch, elektrochemisch, thermometrisch, piëzo-elektrisch of magnetisch)

Biosensoren kunnen uitwendig of inwendig (als implantaat) toegepast worden.

## Toepassingen
- opsporen van genen van bacteriën of organismen in bijvoorbeeld een DNA-microarray
- opvolging van bloedsuikerspiegel bij suikerziektepatiënten met een glucosemeter